# Shegaon
Shegaon is een nagar panchayat (plaats) in het district Buldhana van de Indiase staat Maharashtra. 

## Demografie
Volgens de Indiase volkstelling van 2001 wonen er 52.418 mensen in Shegaon, waarvan 52% mannelijk en 48% vrouwelijk is. De plaats heeft een alfabetiseringsgraad van 73%. 